# Rosane Lima
Rosane Lima é uma autora brasileira.

## Carreira

### Teatro
. 1990 - Tudo o que se Vê. Premiada no Concurso Nacional de Dramaturgia SESC/APART e publicada pelo concurso. 
. 1991 - Questão de Segundos.
. 1993 - Fora de Controle.
. 2012 - A Dança - o que é isso? (dança)  
. 2018 - Simples Assim
. 2019 - Isso que é Amor. (musical)

### Curta-ficção
. 1992 - Eu Dirijo. Deus me Guia.  Premiado no Concurso Nacional de Roteiros da Associação Brasileira de Vídeo Popular e Fundação Ford; no Tokyo Video Festival (1993); no Festival de Cinema e Vídeo de Guadalajara (1993); na Jornada de Cinema da Bahia (1993). Selecionado e apresentado no INPUT 1994, (International Television Screening Conference), em Montreal. 

### Televisão
. 1992 - Documento Especial, TV Manchete - Programas de reportagem: Peruas e A Revolução dos Idiotas. 
TV Globo:
. 1995 - Contagem Regressiva,  minissérie. Co-roteirista.   
. 1996 - Quem é Você - novela de Lauro Cesar Muniz. Colaboradora. 
. 1997 - Zazá - novela de Lauro Cesar Muniz. Colaboradora
. 1998, A Vida ao Vivo Show, programa humorístico. (TV Globo).  
. 1999 - Mulher, seriado.
. 2000 - Aquarela do Brasil, minissérie de Lauro Cesar Muniz.
. 2000 - Você Decide, seriado. Episódio: Pai de Aluguel.
. 2001/2002, - Brava Gente, especiais: adaptações dos contos. Episódios: Tarde da Noite; A Cabine; O Enterro da Cafetina e O Dia do Amor.
. 2004 - Carga Pesada, seriado. 
TV Record
- 2005 - Essas Mulheres - Co-autora
- 2006 - Cidadão Brasileiro - Colaboradora
- 2009 - Poder Paralelo - Colaboradora

### Cinema
- 2004 - Bendito Fruto - Autora com Sérgio Goldenberg. Prêmio de Melhor Roteiro - ACIE (Associação de Correspondentes Estrangeiros). Indicado para melhor roteiro na Academia Brasileira de Cinema. Prêmios de melhor ator e atriz para Otávio Augusto, Zezé Barbosa e Lucia Alves, no Festival de Brasília. Exibido pelos canais Arte e ZDF na Europa e pela TV Globo no Brasil.

### Coordenação de Roteiro
Coordenadora de Roteiro da Produtora Zola, no Rio de Janeiro. 

Coordenadora de Roteiro e roteirista da segunda e da terceira temporada da série  #mechamadebruna, produção da TvZERO, para a FOX Premium.     